# Viréo de Bell
Espèce
Statut de conservation UICN

 LC  : Préoccupation mineure
Le Viréo de Bell (Vireo bellii) est un petit oiseau chanteur nord-américain. 

## Description
Il mesure de 12,1 à 12,7 cm de long, gris olive terne au-dessus et blanchâtre en dessous. Il a un anneau oculaire blanc pâle et des barres d'ailes pâles.

## Dédicace
Cet oiseau a été nommé par Audubon en l'honneur de John Graham Bell, qui l'a accompagné lors de son voyage sur la rivière Missouri dans les années 1840.

## Population et conservation
Le Viréo de Bell (Vireo bellii pusillus) est une sous-espèce en voie de disparition dans le sud de la Californie. La prise en compte du Viréo de Bell a été un facteur dans plusieurs projets d'aménagement du territoire, afin de protéger le mieux possible l'habitat du Viréo de Bell. Le déclin du Viréo de Bell est principalement dû à la perte d'habitat riverain et au parasitisme du couvain par le Vacher à tête brune (Molothrus ater).

## Comportement et écologie
Le Viréo de Bell fait un nid bien camouflé, mais lorsqu'il est trouvé, l'oiseau résiste aux intrus. Les Vachers à tête brune utilisent les nids de Viréo de Bell comme pouponnière. Le Viréo de Bell utilise souvent des arbustes denses, y compris des saules, le mulefat (Baccharis glutinosa), le rosier sauvage de Californie (Rosa californica), l'armoise (Artemisia douglasiana), le peuplier de Fremont (Populus fremontii) et le chêne empoisonné de l'Ouest (Toxicodendron diversilobum) comme lieux de nidification,.
Historiquement, le Viréo de Bell était une espèce commune à des espèces localement abondantes dans l'habitat riverain des basses terres, allant de la côte sud de la Californie jusqu'aux vallées de Sacramento et de San Joaquin, jusqu'à Red Bluff dans le comté de Tehama. Des populations ont également été observées dans les cours d'eau des contreforts de la Sierra Nevada et des chaînes côtières, ainsi que dans la vallée d'Owens, la vallée de la mort et des endroits dispersés dans le désert de Mojave. Les Viréos de Bell passent l'hiver dans la péninsule de Basse-Californie. Contrairement à la saison de reproduction, ils ne sont pas limités en hiver aux zones riveraines dominées par le saule, mais occupent une variété d'habitats, y compris les maquis dans les arroyos, les palmeraies et les haies bordant les zones agricoles et résidentielles. Au moment de l'inscription des espèces en voie de disparition par le United States Fish and Wildlife Service en 1986, il avait disparu de la plus grande partie de son aire de répartition historique et ne comptait que 300 couples à l'échelle de l'État. Les populations étaient confinées à huit comtés au sud de Santa Barbara, la majorité des oiseaux se trouvant dans le comté de San Diego. Au cours de la décennie qui a suivi l'inscription, le nombre de Viréo de Bell a été multiplié par six et l'espèce s'étend dans son aire de répartition historique. En 1998, la taille de la population était estimée à 2 000 couples. Les Viréos nicheurs ont recolonisé la rivière Santa Clara dans le comté de Ventura, où 67 couples ont niché en 1998, et la rivière Mojave dans le comté de San Bernardino. L'observation la plus septentrionale signalée ces dernières années est celle d'un couple de Viréos nicheurs près de Gilroy dans le comté de Santa Clara en 1997. Environ la moitié de la population actuelle de Viréo se trouve dans les fossés du camp de base du Marine Corps à Pendleton dans le comté de San Diego, en particulier dans le cours inférieur de la rivière Santa Margarita.